# روي حسن
روي حسن (بالعبرية: רועי חסן‏) هو ناشط وشاعر إسرائيلي، ولد في 9 أبريل 1983 في الخضيرة في إسرائيل.

## وصلات خارجية
- روي حسن على موقع ميوزك برينز (الإنجليزية)